# Агрипинина кућа у Пули
Агрипинина кућа у Пули некада аустријска стамбена зграда срушена 1944. године током бомбардирања Пуле у  Другом свестком рату, а данас археолошки локалитет.
Овај локалитет назван је по римској племкињи, сестри, краљици и мајки Агрипини, која је одрастала уз свог брата Калигулу, за кога су везане приче о најстрашнијим зверствима. Била је супруга мудрог цара Клаудије и мајка хировитог и озлоглашеног Нерона, чијом руком је на крају и убијена.

## Положај и размештај
Арехолошки локалитет Агрипинина кућа смештен једним делом у данашњој пословници ОТП банке и у дворишном простору који окружују зграде у Улици Сергијеваца и Улици Успон Светог Фрање Асишког, у старом језгру Пуле у Републици Хрватској

## Археолошка истраживања
Након археолошког истраживање спроведено на простору од 550 квадратних метара  у раздобљу од децембра 1987. године до јула 1988. године резултовало је открићем остатака керамике (која је датирана у период од 6. века п. н. е. до 6. века нове ере) и остацима грађевина из периода од ране антике до периода касне антике.
По завршетку археолошких истраживања један део археолошког локалитета је на адекватан начин укомпонован у новосаграђену пословницу ОТП банке у Пули и на тај начин трајно заштићен. Други део локалитете, је на отвореном простору и заузима дворишни простор окружен околним зградама, и добар је пример презентације и валоризације античке Пуле у садашњем простору.

## Изглед и архитектура
На овом археолошком локалитету који приказује живот античке Пуле, са сигурношћу се могу издвојити четири фазе градње античких и касноантичких објеката на овом  локалитету.

### Прва фаза градње
У првој фази градње видљиви су зидови и канали за одвођење атмосферских вода. Темељи са зидовима грађевине положени су на „живу стену” која је поравната и чини плато, а сама грађевина зидана је од ломљеног камена. У првој фаза испланирано је трасирање главне саобраћајнице (lat. decumanus) античке Пуле која се једним делом пружал иза данашњих зграда на северној страни Форума. Улица је била поплочена великим каменим плочама са каналом за отицање површинских вода након падавина. 
Ова најстарије фазе градње (започета у стилу римске републиканске градње)  датирна је у 2. половину 1. века п. н. е.  

### Друга фаза градње
Друга фаза градње започета је југозападно од главне улице овог дела античке Пуле. Простор (данас приказан у пословници ОТП банке Пула) поплочен је мраморним плочицама разних боја поређаних у хексагоналном распореду.  
На зидовима просторије сачувани су делови облоге од белог мермера с профилисаним летвицама. У овом простору пронађена је и женска глава у мермеру, Агрипине Минор која се датира с краја прве половине 1. века нове ере.

### Трећа фаза градње
У трећој фази градње на овом археолошком локалитету представљена је вишеделном грађевином која је била јужно отворена према портикуму Форума. Грађевина се својом четвртастом нишом ширила преко каменом поплочане улице. Сачувана су два комада глатких стубова и зид врло чврсте градње који се наслањао на угао четвероугаоне грађевине изграђене у другој фази градње на овом локалитету. 

### Четврта фаза градње
У посљедњој, четвртој фази градње која се датира у рани средњи век археолози су наишли на просторију (названу Агрипинина соба). Простор је преграђен великим каменим блоковима - архитектонским декорацијама, а пронађени су комади венца, пиластер парапет са рељефом главе Медузе и два дела царске скулптуре. 
Простор који називамо Агрипинина кућа, налази се на граничном југоисточном делу форумске зоне, отворен је према градском тргу а украшен је штукатуром, мрамором и вишебојним фрескама. На постољу зиданом од цигле и обложеном мермером пронађен је портрет царице Агрипине Млађе. 
Претпоставка је да је за време владавине цара Клаудија, једна од таберни у унутрашњој страни портиката пулског Форума преуређена као просторија царског култа (лат. sacellum). У њој су грађани античке Пуле одавали почаст или обављали обредni običaj iskazivawa поштовања према Клаудију и његовој породици - супруги Агрипинi и посинку Нерону.

## Судбина грађевине
Грађевина је највјеројатније изгорела у пожару с обзиром на присутност пепела на локалитету.